# Эрмале, Эсмералда
Эсмералда Эрмале (латыш. Esmeralda Ermale; род. 5 декабря 1956 года) — советская и латвийская актриса театра и кино.

## Биография
Родилась 5 декабря 1956 года в Иецаве, в крестьянской семье.
Окончила Иецавскую среднюю школу (1975), училась в Народной студии киноактёра. Во время учёбы снялась в главной роли у режиссёра Гунара Пиесиса в фильме «Вей, ветерок!» (2-й приз за лучшую женскую роль на Всесоюзном кинофестивале 1974 года).
После окончания театрального факультета Латвийской государственной консерватории им. Я. Витола (1977) — актриса театра Дайлес. Играла в основном роли лирических героинь в классических и современных пьесах. Снималась на Рижской киностудии.

## Избранная фильмография
- 1973 — Вей, ветерок! / Pūt, vējiņi! — Байба
- 1976 — Эта опасная дверь на балкон / Šīs bīstamās balkons durvis — Марина
- 1978 — Большая новогодняя ночь / Lielā Jaungada nakts — Линда
- 1982 — Краткое наставление в любви / Īsa pamācība mīlēšanā — Илзе